# A215 (route russe)
Pour les articles homonymes, voir A215.
La route fédérale A-215 « Lodeïnoïe Pole — Brine-Navolok » (en russe : A215 «Лодейное Поле — Брин-Наволок»), anciennement route régionale R37, est une route fédérale longue de 700 km du Nord russe qui commence à Lodeïnoïe Pole dans l'oblast de Léningrad au niveau de la route fédérale R21, traverse une partie de l'oblast de Vologda, pour terminer à Brine-Navolok dans l'oblast d'Arkhangelsk au niveau de la route fédérale M8 au sud d'Arkhangelsk. La route a le statut fédéral seulement depuis 2020.